# 瓦努阿图文化

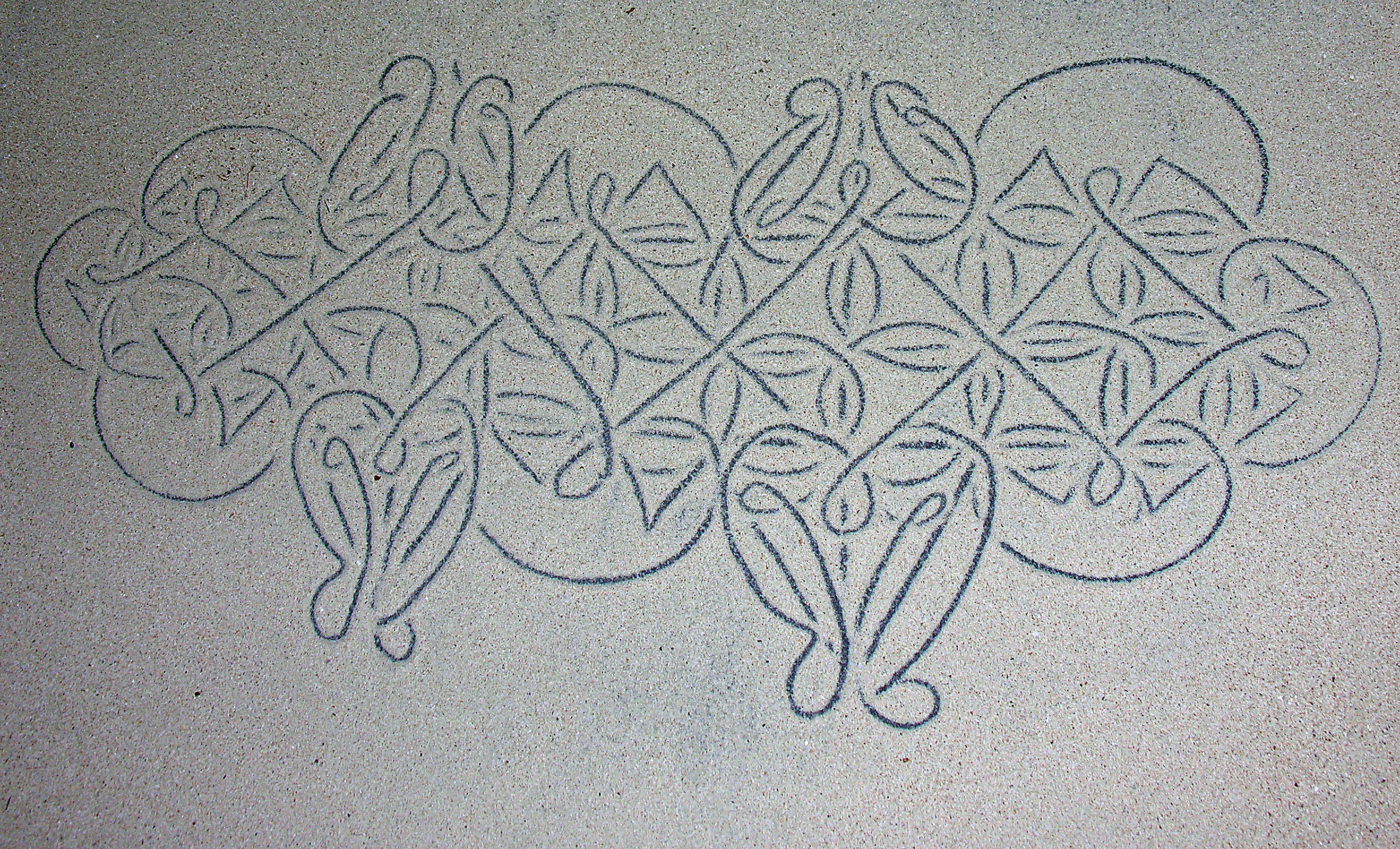

瓦努阿图文化由于当地区域差异和外国影响力保持强大的多样性。瓦努阿图可分为北中南三大文化区。在北方，一个人能够多大程度上奉献他的财富是衡量其富有程度的重要标准。猪，特别是具有圆形牙齿的猪，被认为是整个瓦努阿图的财富象征。在中部，更为传统的美拉尼西亚文化体系占主导地位。
年轻人经历各种仪式方能成年，通常包括割礼。大多数村庄都有一个nakamal或村庄俱乐部会所，作为男人的聚会点和喝咖啡的地方。村庄也有男性和女性的专属区域。

## 社会生活

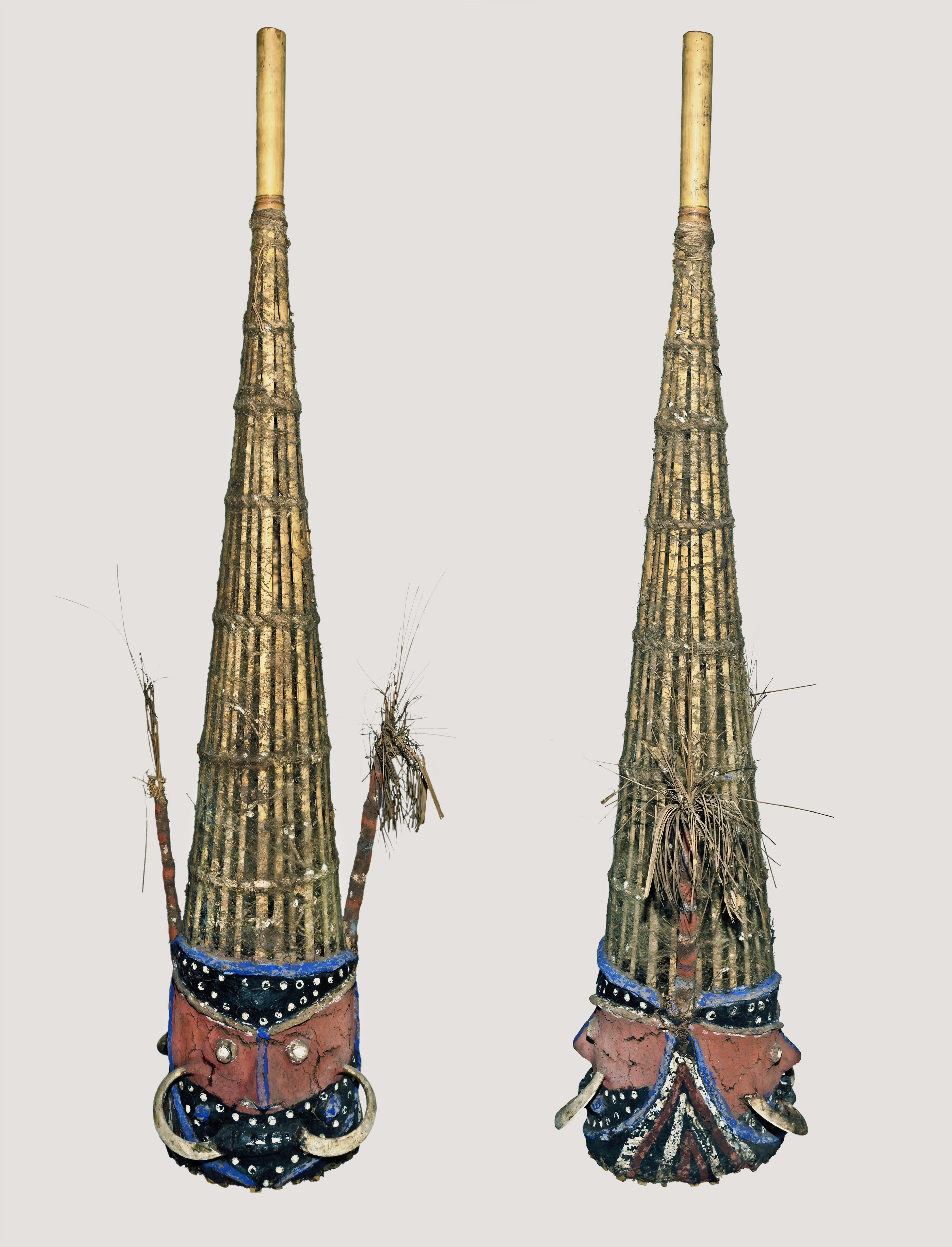
十九世紀陪葬面具

瓦努阿图可以分为3个文化区域-北部、中部、南部。在瓦努阿图中部，占优势的是传统的美拉尼西亚文化体系。

## 日常生活

### 饮食
主要食物有芋头，鱼，蔬菜等。水果有芒果、 菠萝等。

### 服饰
瓦努阿图城市里有一定地位的人一般穿西装，普通人穿着比较随意。

## 宗教
瓦努阿图的主要宗教是基督教。长老会信徒占约三分之一的人口，是其中最大的教派。 罗马天主教和英国圣公会是是另外两个大的教派，每个都占约15％的人口。
其他教派有基督复临安息日会，基督教会，尼尔·托马斯组织（NTM）以及许多其他宗教派别和教派。由于第二次世界大战军队带来这些岛屿许多现代物品，发展了几种货物崇拜。多数消亡了，但是坦纳仍有John Frum崇拜者。皈依伊斯兰教的信徒约有200人，且增长迅速。

## 文学
前殖民地时期瓦努阿图只存在口头文学，包括民间故事、神话、传说、唱诗。传教士和正规学校从殖民时期开始讲授写作和识字。瓦努阿图书面文学的出现是在1960年代末期，是在太平洋土著岛民文学的背景下进行的。1968年，南太平洋大学在苏瓦的成立为太平洋岛民发展文学的愿望提供了契机。逝世于2002年的女权活动家Grace Mera Molisa是一个知名的诗人。她以英语、比斯拉马语两种语言创作，对瓦努阿图的父权制社会提出尖锐的批评。
2007年，法语音乐家兼作家马塞尔·梅尔肖龙出版了由瓦努阿图人撰写的第一部长篇小说《Tôghàn》，通过法语联盟出版。 他的小说探索了太平洋岛民青年无根的感觉，试图找到他们在美拉尼西亚和西方价值观之间的平衡。让-马里·古斯塔夫·勒克莱齐奥曾称赞该书是法文文学中“新的原创声音”。

## 音乐

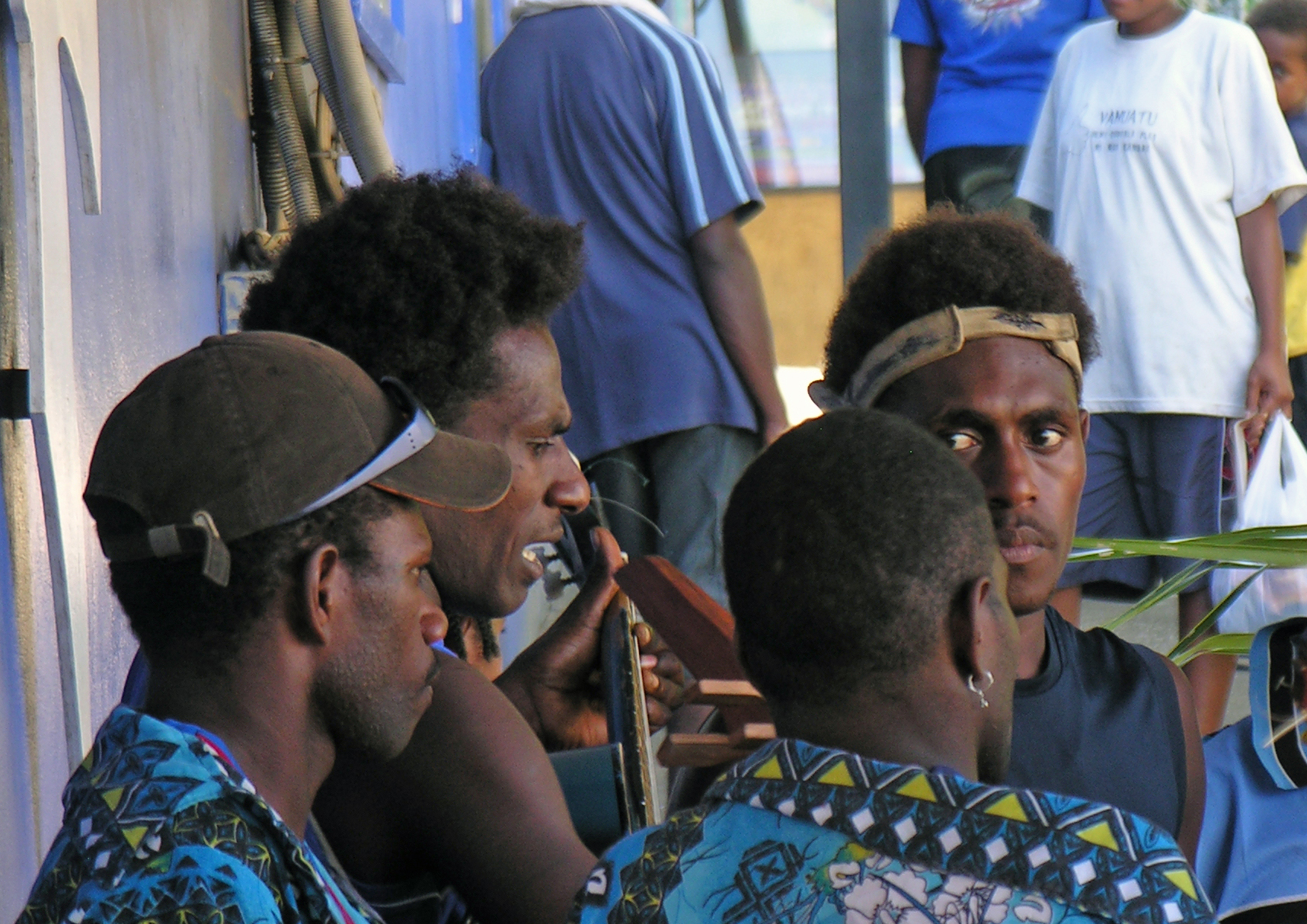
街头表演

在瓦努阿图的农村地区，传统音乐（在比斯拉马语中称kastom tanis）仍然蓬勃发展。乐器主要有各种形状和大小的鼓、锣以及摇铃等等。口哨、竹笛也在部分地方流行。象征瓦努阿图的大裂缝锣属于这些传统乐器，他们最常被用作为舞蹈伴奏。
在瓦努阿图所有地区，二十世纪的广泛流行的另一种音乐形式是弦乐队音乐。它结合了吉他、乌克丽丽、布鲁斯低音和流行歌曲。20世纪90年代起，瓦努阿图的音乐产业得以迅速发展，有几个乐队已经形成了独特的瓦努阿图特性。目前在城市发展的现代商业音乐的音乐形式包括祖克乐和雷击顿。

## 美术
十九世纪发生人口骤降之后，瓦努阿图北部和南部文化遭到很大破坏。群岛的中心岛屿 - 马拉库拉岛，五旬节（Pentecote）到东北部的大岛，以及东部的Ambrym是艺术最重要的地区。瓦努阿图等级仪式包括以猪作牺牲，节食和制作纪念品。纪念雕塑的形式是以木材或从树蕨的树干制成的。
在东北Malakula海岸和一些小的邻近岛屿上，大型舞蹈场被巨石围起，并树立起牌坊。马拉库拉东部海岸，五旬节岛和Ambrym岛一起组成了另一个文化区。Ambrym的狭缝锣是瓦努阿图最大和最精心雕刻的。在瓦努阿图的所有地方使用Ambrym狭缝锣，围绕着舞蹈场，直立或有微小的角度。

## 体育
板球在瓦努阿图很盛行。注册板球运动员有8000名。笨豬跳也是源自瓦努阿图。足球是该国最受欢迎的运动。1988年，瓦努阿图成为国际足联和OFC的成员。瓦努阿图国家队从未进入世界杯，不过他们四次获得大洋洲国家杯第四名。

## 引用资料
1. ↑  . Vanuatu Tourism Office.   [2007-07-16]. （原始内容存档于2007-05-20）.
2. ↑  "English in the South Pacific" 的存檔，存档日期6 December 2008., John Lynch and France Mugler, University of the South Pacific
3. ↑  "Voice of Vanuatu's women" （页面存档备份，存于）, The Australian, 1 February 2002
4. ↑  "Melthérorong Marcel" （页面存档备份，存于）, Alliance Française Vanuatu
5. ↑  Vanuatu announce major sponsor - Beyond the Test World at Cricinfo （页面存档备份，存于） at blogs.cricinfo.com
6. ↑  Vanuatu Football Federation （页面存档备份，存于） on Sporting Pulse. Retrieved 27 December 2011